# 壬子会
壬子会（じんしかい）とは九州大学の土木工学系の同窓会組織。干支の壬子の年に当たる1912年に設立。会員は卒業生と教職員、教職員経験者から成る。（壬子会WEBより）

## 主な人物
- 米田正文（元・参議院議員）
- 古賀雷四郎（元・参議院議員）
- 田原隆（元・衆議院議員）
- 泉信也（元・参議院議員）
- 渡辺具能（元・衆議院議員）

## 参照
- 壬子会WEB
- 関東壬子会
- 九州大学 工学部 第IV群 土木工学科